# Beșamel
Beșamelul este un sos alb destul de gros a cărui origine este atribuită bucătăriei franceze și italiene. Este un sos-mamă folosit în multe rețete și servește drept bază pentru sosuri mai elaborate. 
Se face adăugând lapte la rântaș alb (făină sotată într-o grăsime care, de regulă, este unt sau margarină). Acest sos a devenit popular pentru utilizarea sa la prepararea felurilor de mâncare gratinate care conțin paste, legume, sau carne, atât în bucătăriile profesionale, cât și în cele de amatori. Astăzi este atât de popular încât poate fi găsit ambalat (de obicei în Tetrabrick) și gata de utilizare, în zona frigorifică a magazinelor alimentare. Rețeta acestui sos nu s-a schimbat substanțial de-a lungul anilor, deși numărul ingredientelor care pot fi încorporate pentru a îmbogăți aroma a crescut. Sosul beșamel este un „sos mamă”, baza multor alte sosuri.
Beșamelul poate fi folosit în feluri de mâncare precum Lasagna, Musaca, sau ca bază pentru alte sosuri, cum ar fi sosul Mornay, care este făcut din beșamel cu brânză.

## Originea

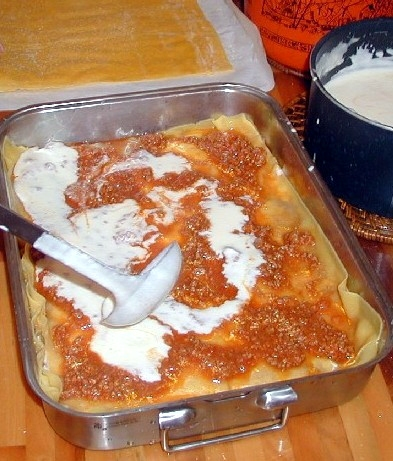
Sosul beșamel folosit pentru Lasagna.

Unele legende atribuie invenția beșamelului lui Louis de Béchameil, un finanțator care a deținut funcția onorifică de șef de bucătărie al regelui Ludovic al XIV-lea al Franței în secolul al XVII-lea. Alții afirmă că a fost adusă în Franța din Italia în 1533 și numit după măștile de înfrumusețare făcute din făină și apă, numite „balsamo”, folosite de femeile din Florența. Primul sos de beșamel apare în The Modern Cook, scris de Vincent La Chapelle și publicat în 1733.